# 강진호
강진호(1987년 2월 25일 ~ )은 대한민국의 축구 선수이며 포지션은 미드필더이다.